# Liste des formations géologiques de Titan

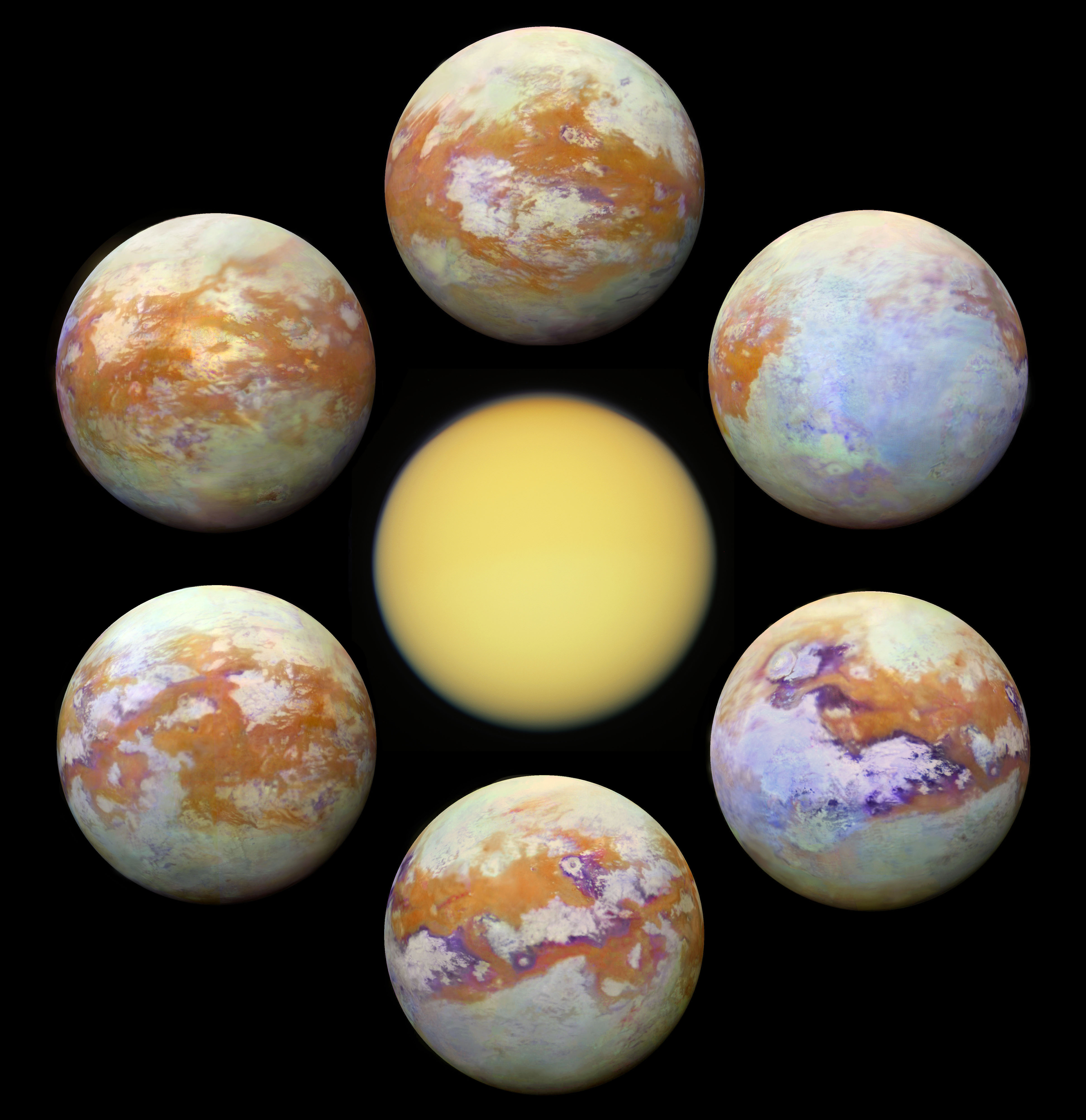
Au centre : Titan en lumière naturelle. Autour : six photographies dans l'infrarouge, prises par la sonde Cassini entre 2004 et 2017.

Cette liste recense les formations géologiques sur Titan, le plus grand satellite naturel de Saturne.
Seules les formations possédant un nom officiel sont mentionnées.

## Liste

### Arcūs
Les arcūs de Titan (figures en forme d'arc) portent le nom de divinités du bonheur, :
- Hotei Arcus

### Cratères

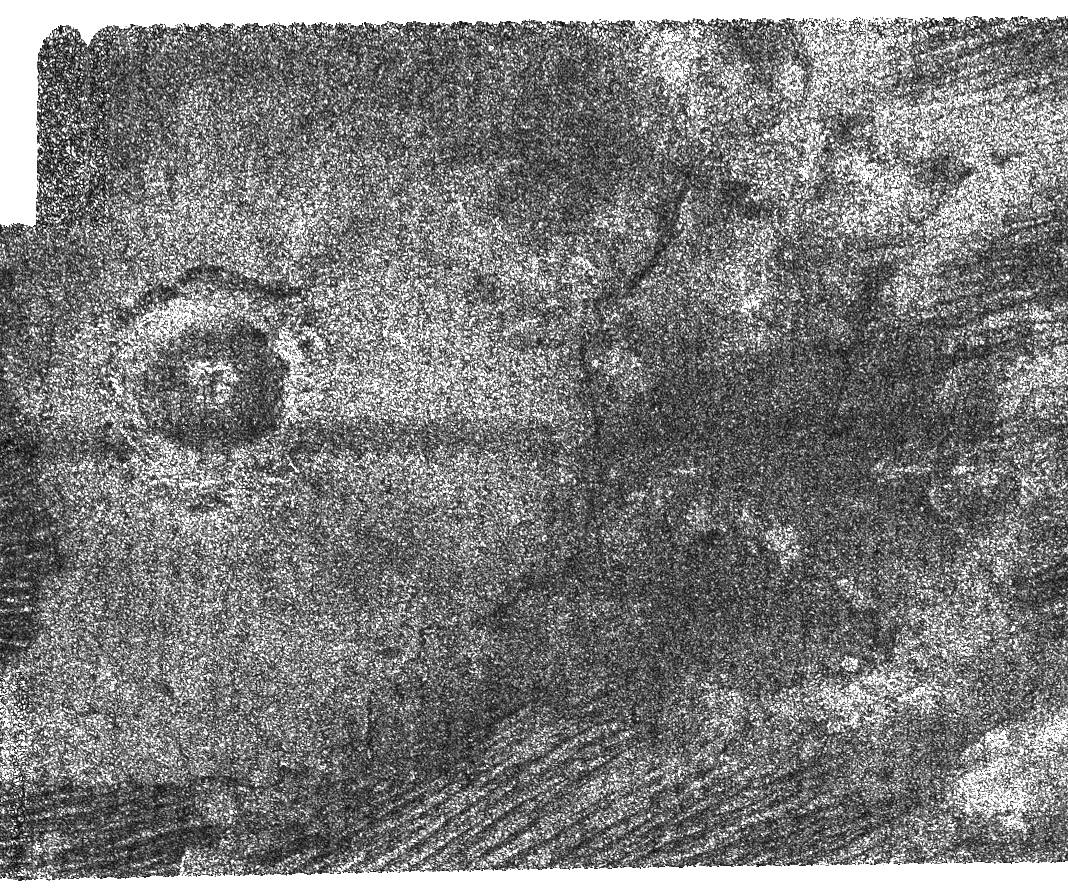
Ksa est l'un des cinq cratères d'impact formellement identifiés à la surface de Titan.

Les cratères de Titan (dépressions circulaires génériques, pas forcément des cratères d'impact identifié) portent le nom de divinités de la sagesse, :
- Afekan
- Ksa
- Menrva
- Selk
- Sinlap

### Faculae

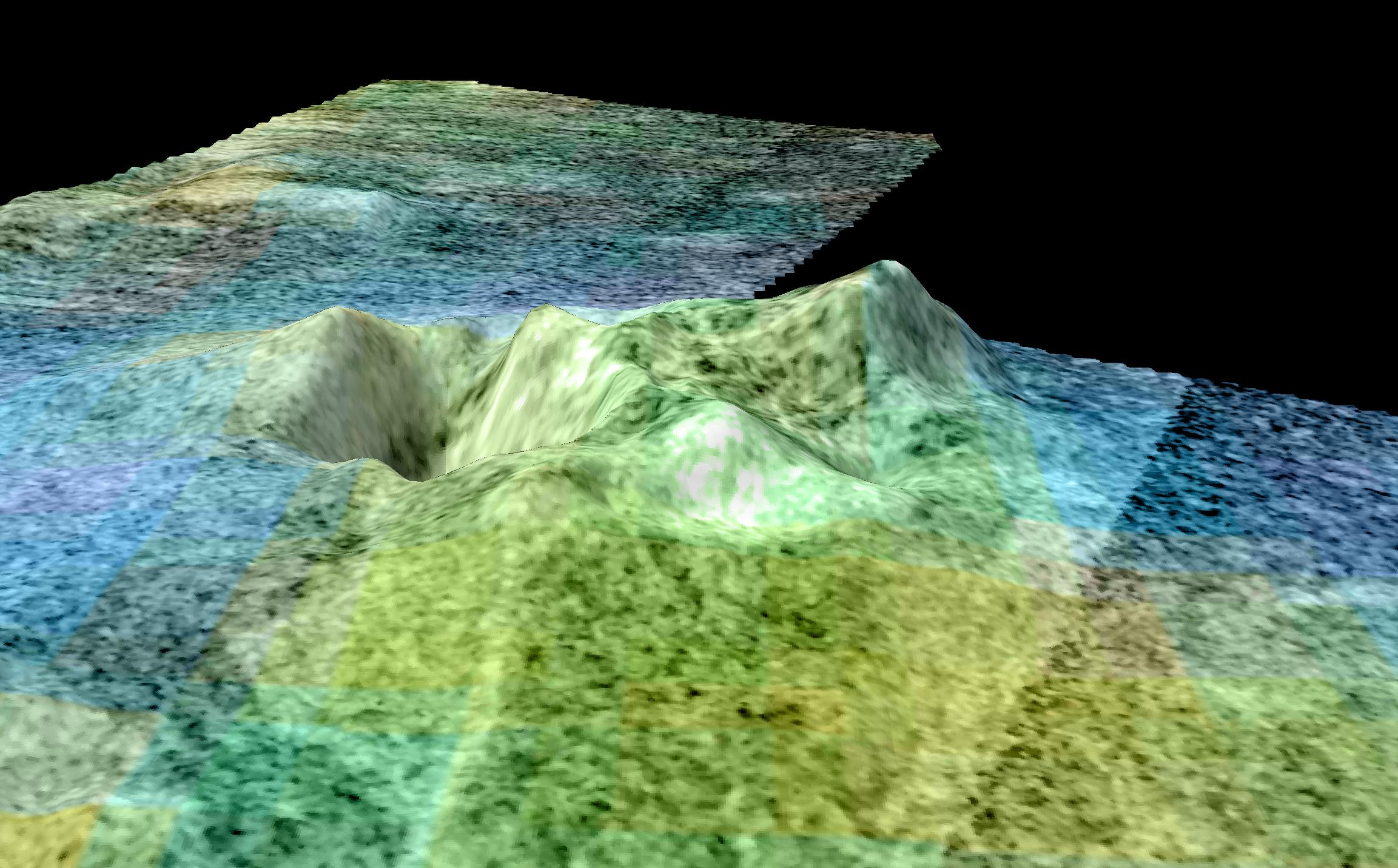
Vue composite de Sotra Facula (renommé Sotra Patera) acquise en 2010 par Cassini combinant radar à synthèse d'ouverture et spectromètre cartographe imageur infrarouge et visible.

Les faculae (taches brillantes) de Titan portent le nom d'îles terrestres qui ne sont pas politiquement indépendantes. Les groupes de faculae sont nommés d'après des archipels terrestres, :
- Antilia Faculae
- Bazaruto Facula
- Coats Facula
- Crete Facula
- Elba Facula
- Kerguelen Facula
- Mindanao Facula
- Nicobar Faculae
- Oahu Facula
- Santorini Facula
- Shikoku Facula
- Sotra Facula (renommé Sotra Patera)
- Texel Facula
- Tortola Facula
- Vis Facula

### Fluctūs
Les fluctūs (terrain d'écoulement) de Titan portent le nom de personnages mythologiques associés à la beauté, :
- Ara Fluctus
- Leilah Fluctus
- Rohe Fluctus
- Winia Fluctus

### Flumina
Les flumina de Titan (zones ressemblant à des canaux creusés par du liquide) portent le nom de rivières mythologiques ou imaginaires, :
- Elivagar Flumina

### Grandes figures en anneau

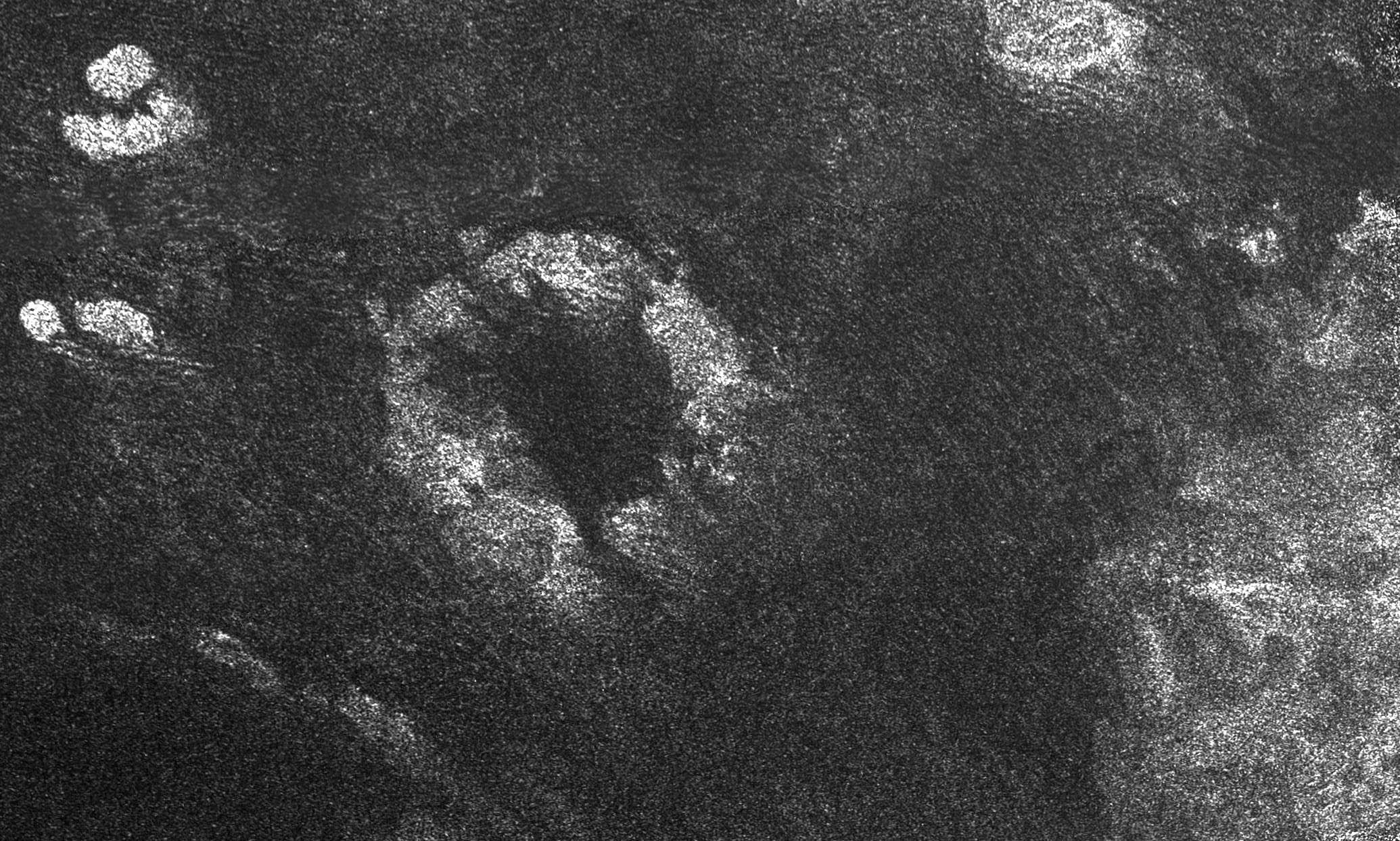
Image radar de Guabonito prise le 30 avril 2006.

Les formes en anneau portent le nom de divinités de la sagesse, :
- Guabonito
- Nath
- Paxsi
- Veles

### Insulae

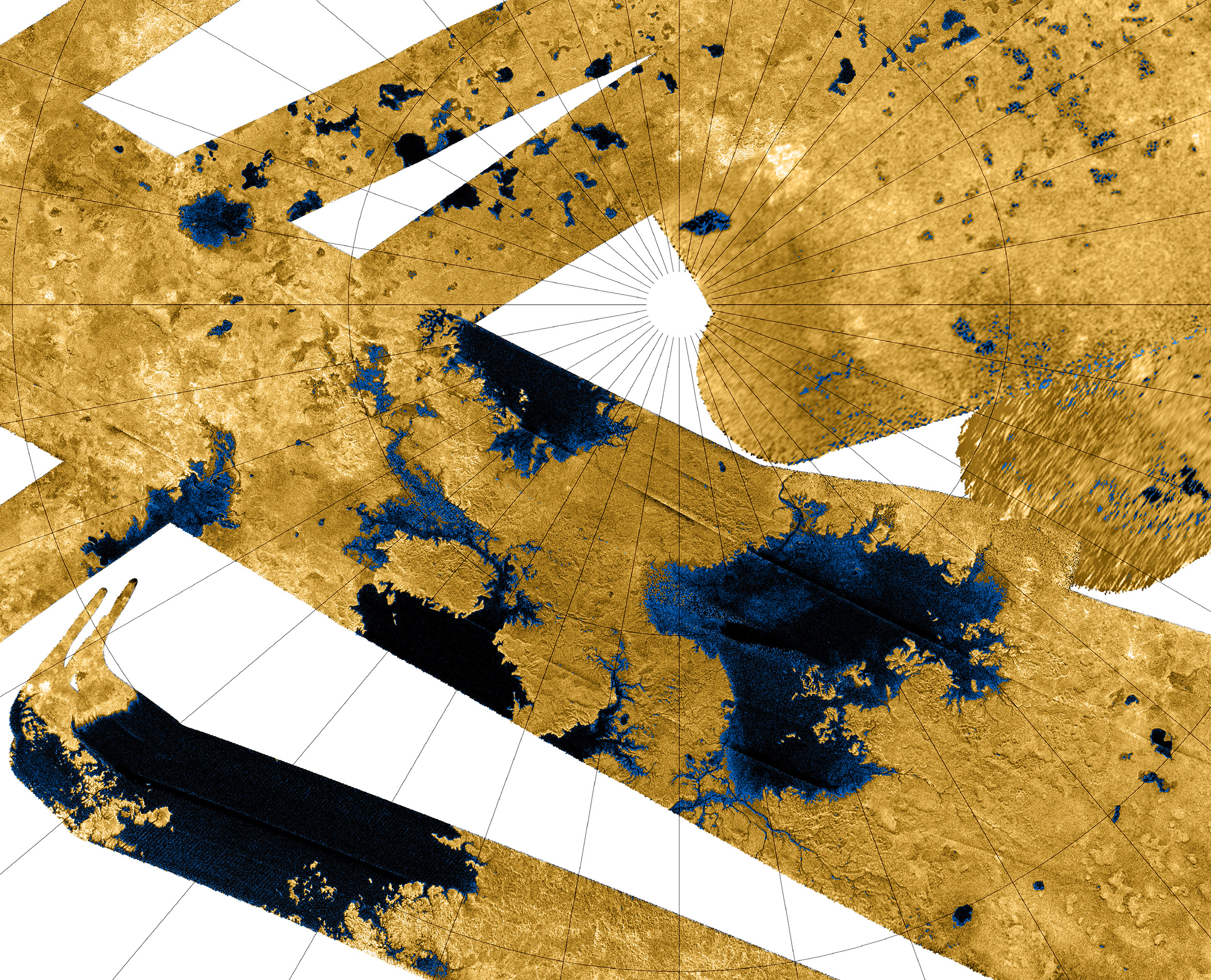
région du pôle nord de Titan ; Kraken Mare est en bas à gauche, avec Mayda Insula au nord de cette mer.

Les insulae de Titan (îles à l'intérieur de lacs ou de mers d'hydrocarbures) sont nommées d'après des îles légendaires, :
- Mayda Insula

### Lacūs
Les lacūs de Titan (lacs d'hydrocarbures) portent le nom de lacs terrestres, de préférence de forme et de dimension similaires, :
- Abaya Lacus
- Albano Lacus
- Atitlán Lacus
- Bolsena Lacus
- Cardiel Lacus
- Cayuga Lacus
- Feia Lacus
- Freeman Lacus
- Jingpo Lacus
- Junín Lacus
- Kivu Lacus
- Koitere Lacus
- Lanao Lacus
- Logtak Lacus
- Mývatn Lacus
- Mackay Lacus
- Neagh Lacus
- Ohrid Lacus
- Oneida Lacus
- Ontario Lacus
- Sevan Lacus
- Sotonera Lacus
- Sparrow Lacus
- Towada Lacus
- Uvs Lacus
- Vänern Lacus
- Waikare Lacus

### Maculae

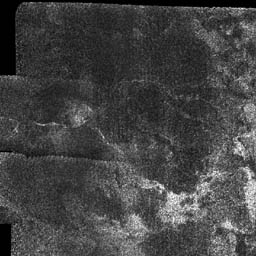
Vue rapprochée de la région de Ganesa Macula obtenues par la sonde Cassini lors de survols en 2004 et 2007.

Les maculae de Titan (taches sombres) portent le nom de divinités de la joie, de la paix et de l'harmonie, :
- Eir Macula
- Elpis Macula
- Ganesa Macula
- Omacatl Macula
- Polaznik Macula
- Polelya Macula

### Maria
Les maria de Titan (mers d'hydrocarbures) portent le nom de créatures marines mythiques ou littéraires, :
- Kraken Mare
- Ligeia Mare
- Punga Mare

### Regiones
Les regiones de Titan (région distinctement différentes de leur entourage) portent le nom de divinités de la paix et du bonheur, :
- Hotei Regio
- Tui Regio

### Taches d'albédo

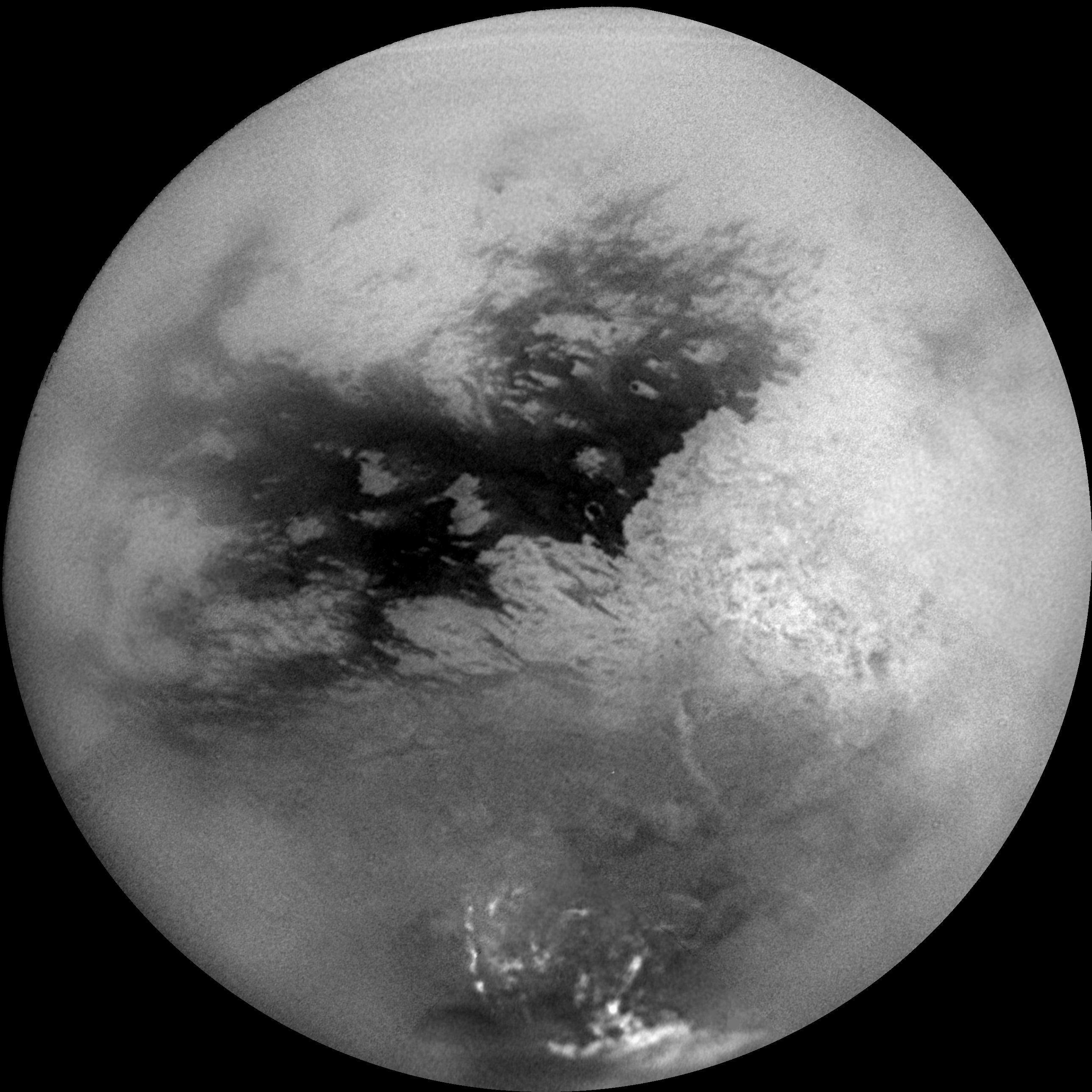
Vue de Titan par la mission Cassini, le 26 octobre 2004. Cette mosaïque de neuf images montre des variations d’éclat de la surface de Titan et des nuages lumineux près du pôle sud. La région la plus lumineuse du côté droit et la région équatoriale portent le nom de Xanadu, tandis que la plus sombre s'appelle Shangri-La. La surface semble jeune du fait de l'absence de cratère visible.

Les taches d'albédo de Titan sont nommées d'après des lieux sacrés ou enchantés des mythologies ou de la littérature,.

#### Taches d'albédo brillantes
- Adiri
- Dilmun
- Quivira
- Tsegihi
- Xanadu

#### Taches d'albédo sombres
- Aaru
- Aztlan
- Belet
- Ching-tu
- Fensal
- Mezzoramia
- Senkyo
- Shangri-la

### Virgae
Les virgae de Titan (stries de couleurs) portent le nom de divinités de la pluie, :
- Bacab Virgae
- Hobal Virga
- Kalseru Virga
- Perkunas Virgae
- Shiwanni Virgae
- Uanui Virgae